# Haustorioides magnus
Haustorioides magnus is een vlokreeftensoort uit de familie van de Dogielinotidae. De wetenschappelijke naam van de soort is voor het eerst geldig gepubliceerd in 1982 door Bousfield & Nina Liverjevna Tzvetkova.